# Watzerath
Watzerath là một đô thị ở huyện Bitburg-Prüm, trong bang Rheinland-Pfalz, phía tây nước Đức. Đô thị Watzerath có diện tích 4,62 km², dân số thời điểm ngày 31 tháng 12 năm 2006 là 427 người.